# 臺灣三部曲
《臺灣三部曲》是一系列由臺灣導演魏德聖籌備並創作的臺灣歷史動畫電影系列，改編自魏德聖2003年撰寫的劇本作品《火焚之軀西拉雅》。該系列以臺灣荷西統治時期為背景，計劃推出三部曲。分別是《首部曲：火焚之軀》、《二部曲：鯨骨之海》、《三部曲：應許之地》。以及兩部衍生作品《達娜米》和紀錄片《尋找福爾摩沙》。由范逸臣、馬志翔、李佩佩等人擔任主演。

## 劇情簡介
該系列劇情改編自以17世紀中期臺灣荷西統治時期，以歷史人物和虛構角色為主題，呈現原住民西拉雅族、荷蘭人、漢人、西班牙人、日本人等勢力。藉由荷蘭年輕教士、漢人海盜與原住民獵人三者的不同角度過訴說多個族群間的衝突與發展，顯現族群交流的互動，述說臺灣走進世界史的故事。其中三部曲的故事互有關係、同時該劇情則各自獨立為導向。

## 電影
| 電影                 | 上映日期       | 導演、編劇 | 製片   | 監製   |
| -------------------- | -------------- | ---------- | ------ | ------ |
| 《首部曲：火焚之軀》 | 2025年底預定   | 魏德聖     | 徐國倫 | 黃志明 |
| 《二部曲：鯨骨之海》 | 2026年預定     | 魏德聖     | 徐國倫 | 黃志明 |
| 《三部曲：應許之地》 | 2027年預定     | 魏德聖     | 徐國倫 | 黃志明 |
| 《達娜米》           | 2024年預定     | 魏德聖     | 徐國倫 | 黃志明 |
| 《尋找福爾摩沙》     | 2024年年初預定 | 魏德聖     | 徐國倫 | 黃志明 |

## 演員
- 范逸臣飾 伊同[2][3]、大羅皆（雙角）
- 馬志翔飾 沙喃
- 李佩佩飾 達娜米
- 蔡侑廷飾 加踏
- 豐政發飾 夏里曼
- 鄭人碩飾 郭保
- 潘親御飾 春風
- 黃鐙輝飾 老雞官
- 高山峰飾 新哥（Sinco Swartbaert）
- 顏正國飾 郭懷一

## 製作
| 企劃、導演、編劇 | 魏德聖                                         |
| 總製片           | 徐國倫                                         |
| 監製             | 黃志明                                         |
| 藝術總監         | 種田陽平                                       |
| 美術指導         | 花谷秀文                                       |
| 視覺效果總監     | 克里斯蒂安·拉約（Christian Rajaud）            |
| 攝影指導         | 秦鼎昌                                         |
| 製片商           | 熱蘭遮股份有限公司、果子電影有限公司、米倉影業 |

2000年，魏德聖完成《臺灣三部曲》的劇本。後在執導《海角七號》（2008）、《賽德克·巴萊》（2011）獲得劇烈迴響後，於2020年宣布將拍攝《台灣三部曲》電影，以1624年大航海時代背景拍攝400年系列歷史電影，五部電影包括2024年《首部曲：火焚之軀》（2024）、《二部曲：鯨骨之海》（2025）、《三部曲：應許之地》（2026），三部曲的主角分別設定為西拉雅族獵人、漢人海盜、荷蘭傳教士，另外則製作紀錄片《尋找福爾摩沙》（2024）、動畫電影《達娜米》（2024）。其電影拍攝資金需求成本總計約為45億新台幣。
2022年3月，因應嚴重特殊傳染性肺炎疫情影響，魏德聖宣布《臺灣三部曲》的三部長篇電影將改以動畫方式呈現。並在同年5月開始進入實際製作階段。成本從原本一部12億減少一半，除了增加完成的可行性，除原主角、職棒球員森育彬因為其他工作因素婉拒之外，其他原班人馬幾乎都會繼續演出。
2022年9月15日，《臺灣三部曲》未盡之路特展於高雄市駁二藝術特區大勇區P2倉庫開展。
2023年4月，臺灣導演王童表示已應魏德聖導演的邀約，擔任電影《臺灣三部曲》的顧問。

### 豐盛之城計畫
2018年，魏德聖原啟動群眾募資，並與臺南市政府BOT合作，並擇址於後壁區烏樹林規劃「豐盛之城」「臺灣三部曲歷史文化園區」工程。該園區以17世紀臺江內海、以及仿照荷兰东印度公司所屬軍事稜堡熱蘭遮城、普羅民遮城，大員市鎮、漢人聚落、海盜村與西拉雅部落為背景，並從系列電影與動畫元素規劃特色主題區域、獨特設施、表演與節慶活動，占地118公頃，成本總預算高達135億。
2021年6月底，因應嚴重特殊傳染性肺炎疫情使前製工作遭到衝擊與資金壓力實已造成相當損失，劇組團隊因而停工。因而暫時停止豐盛之城的開發計畫。

## 外部連結
- 豐盛之城– Zeelandia 官方網站 （页面存档备份，存于）
- 臺灣400年系列電影 《臺灣三部曲》電影集資計畫 （页面存档备份，存于）
- 臺灣三部曲的Facebook專頁